# فورشاخ
فورشاخ (به آلمانی: Forchach) یک منطقهٔ مسکونی در اتریش است که در ناحیه رویت واقع شده‌است. فورشاخ ۱۴٫۴ کیلومتر مربع مساحت و ۲۹۶ نفر جمعیت دارد و ۹۱۰ متر بالاتر از سطح دریا واقع شده‌است.